# Regency Village Theatre
Regency Village Theatre, hay Fox Theater, Westwood Village hoặc Fox Village Theatre, là một rạp chiếu phim lịch sử và mang tính bước ngoặt tại Westwood, Los Angeles, California, trong làng Westwood. Rạp chiếu nằm ở trung tâm của Westwood và chỉ vài phút đi từ Đại học California tại Los Angeles. Rạp hiện đang được vận hành bởi Regency Theaters và đã từng là một trong những rạp chiếu với các sự kiện ra mắt phim hàng đầu trong lịch sử điện ảnh.

## Lịch sử
Được thiết kế bởi kiến trúc sư Percy Parke Lewis, Fox Theater ban đầu được xây dựng vào năm 1930 và mở cửa lần đầu tiên vào ngày 14 tháng 8 năm 1931 với phong cách Sứ mệnh Tây Ban Nha. Rạp chiếu là một phần của chương trình xây dựng rạp chiếu phim rộng rãi do Fox West Coast Theaters thực hiện. Rạp Fox nhanh chóng trở thành biểu tượng dễ nhận biết nhất của làng Westwood mới, một ngôi làng theo phong cách phục hưng Địa Trung Hải phát triển liền kề với Đại học California tại Los Angeles do Harold và Edwin Janss của Công ty Đầu tư Janss lên kế hoạch. Rạp phim được tu sửa vào cuối những năm 1940 và đầu những năm 1950, trở nên nổi tiếng với nhiều sự kiện ra mắt phim Hollywood và hiện vẫn là một trong những địa điểm chính cho các buổi ra mắt phim ở Los Angeles.
National General Theatres đã bán lại rạp này cho Ted Mann, khi đó là chủ sở hữu của Chinese Theatre, và rạp sau đó trở thành một phần của chuỗi rạp Mann Theatres. Năm 1988, Fox Theatre được Ủy ban Di sản Văn hóa Los Angeles xếp hạng là Di tích Lịch sử Văn hóa (HCM # 362). Khi Mann Theaters ngừng kinh doanh, Regency Theaters đã mua lại cả rạp vào năm 2010. Với những nỗ lực không ngừng để hồi sinh làng Westwood, Regency Village Theatre tiếp tục là một trung tâm tài chính lớn của khu vực.

## Ra mắt phim
Nhiều sự kiện ra mắt phim đã được tổ chức tại rạp Regency Village Theatre, trong đó có loạt phim James Bond, loạt phim Harry Potter, loạt phim Nhiệm vụ bất khả thi, Venom (2018), Người Nhện: Vũ trụ mới (2019) và Người Nhện: Không còn nhà (2021) cùng nhiều tác phẩm khác. Thông thường, các đường phố sẽ bị phong toả để phục vụ hoạt động thảm đỏ.